# Sara Mortensen
Sara Mortensen, nacida 10 de diciembre de 1979 en París, es una actriz franco - noruega.
Mortensen es conocida por haber interpretado el papel de Coralie Blain de 2012 a 2019 en la serie de televisión Plus belle la vie y, desde 2019, el de Astrid Nielsen, una documentalista autista experta en criminología, en la serie de detectives Mentes brillantes.
Igualmente participó en la colección de películas policíacas para televisión Les Mystères de... en el papel recurrente de la capitana Emma Thélier en 2019 y 2021, y protagoniza junto a Gil Alma la miniserie dramática L'Abîme en 2023.

## Biografía

### Juventud
Sara Mortensen nació el 10 de diciembre de 1979 en París. Es hija de un artista plástico  el francés Maxime Ferrier y de Elisabeth Mortensen, de origen noruego, actriz, profesora y directora de teatro. Habla francés, noruego e inglés. Después de la Escuela Bilingüe Internacional y de un año de hypokhâgne y de una maestría en historia, se incorporó al curso de Florent, de 2001 a 2004, y realizó un cortometraje: Facteur chance.

### Carrera
Actúa en teatro, televisión y cine, en las series: Gears, Women of the Law (2008), Joséphine, Guardian Angel (2014), Clem (2015) y en el cine en 15 años y medio ( 2008), Un hombre y su perro (2009), 30° Couleur (2012), Los tres hermanos : Le Retour (2014), Vicky (2015), Buena suerte Argelia y L'Idéal (2016) de Frédéric Beigbeder. En 2016, es Cindy, cocinera y roquera, en la temporada 2 de Chefs y luego Kristina en Ya tiene tus ojos. En 2017, interpretó a una mujer policía en la segunda temporada de Contact, en TF1, luego en 2018 y 2019, en las películas para televisión Les Mystères de la basilique (con Isabel Otero), luego en Les Mystères du Bois Galant y Les Mystères de l'école. de gendarmería, en France 3, de 2018 a 2020.
En junio de 2019, su participación en Plus belle la vie fue interrumpida y reemplazada por Coralie Audret. Sara Mortensen contó durante este doloroso episodio con el apoyo de varios actores importantes de la telenovela. Se convierte en Astrid Nielsen, una documentalista autista, en la serie de detectives Astrid y Raphaëlle, con Lola Dewaere, y su madre Elisabeth Mortensen, en el papel de la madre de Astrid.

### Vida privada
Es la compañera de Bruce Tessore, Nicolas Berger en Plus belle la vie, a quien conoció durante el rodaje de la serie.
Tiene un hijo de una unión anterior.

## Filmografía

### Series de televisión
- 2007: París, investigaciones criminales: la asistente Magalie (temporada 1, episodio 7)
- 2008: Engranajes: Marina Soltes (temporada 2, episodio 2)
- 2009: La vida es nuestra: Elsa (7 episodios)
- 2009: Mujeres de derecho: Helle (temporada 9, episodio 6)
- 2009: Palizzi (temporada 2, episodio 42)
- 2011: Víctor Sauvage: Isabelle (temporada 1, episodio 3)
- 2011: El día que todo cambió: Maud (temporada 1, episodio 56)
- 2012: Duo: Valérie Marauni (3 episodios)
- 2012-2019: Vida más hermosa: Coralie Blain #1 (261 episodios)
- 2013: VDM, la serie (3 episodios)
- 2015: Joséfina, ángel de la guarda: Amélie Spontini (temporada 16, episodio 4)
- 2016: Cocineros: Cindy (temporada 2, 8 episodios)

- 2017: Contacto: Louise Martel (4 episodios)
- 2017: Nina: Clara (temporada 3, episodio 9)
- 2017: Nos vamos a querer un poco, mucho...: Kim Rufo (temporada 1, episodio 8)
- 2019: Casandra: Chloé Vannier (temporada 3, episodio 3)
- 2019-en curso: Bright minds (Astrid y Raphaëlle): Astrid Nielsen (33 episodios)
- 2020: El ya tiene tus ojos: Kristina (2 episodios)
- 2020: El arte del crimen: Estelle Domani (temporada 4, episodio 2)
- 2021: Crímenes perfectos: Solène Guillou (temporada 3, episodio 11: Encaramado en un árbol )
- 2022: Crimen en el trópico: Sandra Gauthier (temporada 3, episodio 3)
- 2023: El abismo: Elsa Lacaze
- 2023: Policía criminal de Cannes por Camille Delamarre : Delphine Devilly (episodio 1 : Bienvenidos a Cannes )

### Telefilmes
- 2010: 4 chicos en la noche: Hélène Caron
- 2011: Ni visto ni conocido: martina
- 2013: La decadencia del imperio masculino: Armella
- 2018: Los Misterios de la basílica (colección “ Los misterios de..."): Emilia
- 2019: Los misterios de Bois Galant (colección “ Los misterios de..."): Emma Thélier
- 2021: Los Misterios de la escuela de gendarmería (colección “Los misterios de..."): Emma Thélier
- 2022: El salto del diablo 2: El camino de los lobos de Julien Seri: Gabrielle Martinot
- 2023: Asesinatos en Bayeux de Kamir Aïnouz: Clara Leprince